# رکونا (والنسیا)
رکونا (به اسپانیایی: Requena) یک منطقهٔ مسکونی در اسپانیا است که در La Comarca de Utiel-Requena واقع شده‌است. رکونا ۸۱۴٫۲ کیلومتر مربع مساحت دارد ۶۹۲ متر بالاتر از سطح دریا واقع شده‌است.